# Podunajsko
Die (Tourismus-)Region Podunajsko (slowakisch Podunajský región (cestovného ruchu); wörtlich „Donaugebiet-(Tourismus)region“) bezeichnet eine Tourismusregion der Slowakei in der südlichen Grenzregion zu Ungarn. Das Wort Podunajsko bezeichnet auch allgemein das Gebiet entlang der Donau.
Die Region umfasst die südlichen Teile des Donautieflandes und erstreckt sich auf die Verwaltungsbezirke:
- Dunajská Streda
- Komárno
- Nové Zámky (südöstlicher Teil mit den Gemeinden Bajtava, Belá, Bíňa, Bruty, Gbelce, Chľaba, Kamenica nad Hronom, Kamenín, Kamenný Most, Leľa, Ľubá, Malá nad Hronom, Malé Kosihy, Mužla, Nána, Nová Vieska, Pavlová, Salka, Sikenička, Strekov, Svodín, Šarkan sowie die Stadt Štúrovo)
- Senec (nur die Gemeinden Hamuliakovo und Kalinkovo)